# 교황 우르바노 1세
교황 우르바노 1세(라틴어: Urbanus I, 이탈리아어: Urbano I)는 제17대 교황(재위: 222년 - 230년 5월 23일 )이다. 사후 성인으로 시성되었으며, 축일은 5월 25일이다.
우르바노 1세는 폰티아누스의 아들로서 로마 태생으로 교황 갈리스토 1세가 순교하자 그 뒤를 이어 교황이 되었다. 기독교 역사상 수세기 동안 우르바노 1세는 순교했다고 믿어져 왔다. 하지만 최근의 역사학적 발견들에 근거하여 오늘날 학자들은 그가 자연사했다고 주장하고 있다.
우르바노 1세 생애의 대부분은 베일에 싸여 있으며, 덕분에 각종 전설과 잘못된 정보들이 덧붙여졌다. 부족한 자료에도 불구하고, 우르바노 1세는 재위기간의 날짜가 명확히 알려진 최초의 교황이다. 우르바노 1세의 재위에 대한 정보는 현재로서는 에우세비오가 쓴 《교회사》와 갈리스토 카타콤바에 있는 우르바노 1세의 비문을 통해 확인할 수 있다.
이 기록에 따르면, 우르바노 1세는 로마 황제 엘라가발루스의 치세 때부터 세베루스 알렉산데르의 치세 때까지 교황으로 재위하였다고 한다. 세베루스 알렉산데르 황제가 기독교에 대해 호의적이라서 박해를 하지 않았기 때문에, 우르바노 1세의 재위기간 동안에는 기독교인들이 비교적 순탄하게 살았을 것이라고 여겨진다.

## 교황
우르바노 1세는 비교적 순탄한 시대의 인물이었다. 하지만 히폴리토가 여전히 로마에서 대항 조직을 이끌며 교회의 분열을 획책하고 있었다. 그는 저서 《철학적 사상》을 통해 우르바노 1세의 전임자인 교황 갈리스토 1세에 대해 비판하였다. 우르바노 1세는 분리주의자들을 대할 때, 갈리스토 1세의 적대적인 방침을 그대로 유지했다고 전해진다.
세베루스 알렉산데르가 로마 제국을 통치하는 동안 다른 황제의 치세에 비해 상대적으로 누린 자유 덕분에 로마 교회는 급격하게 성장하였으며, 이는 곧 우르바노 1세가 탁월한 목자라는 신망까지 얻는 것으로 이어졌다. 우르바노 1세는 미사 중 신자들이 예물을 바칠 것을 지시했다고 전해진다.

## 각종 전설과 민담

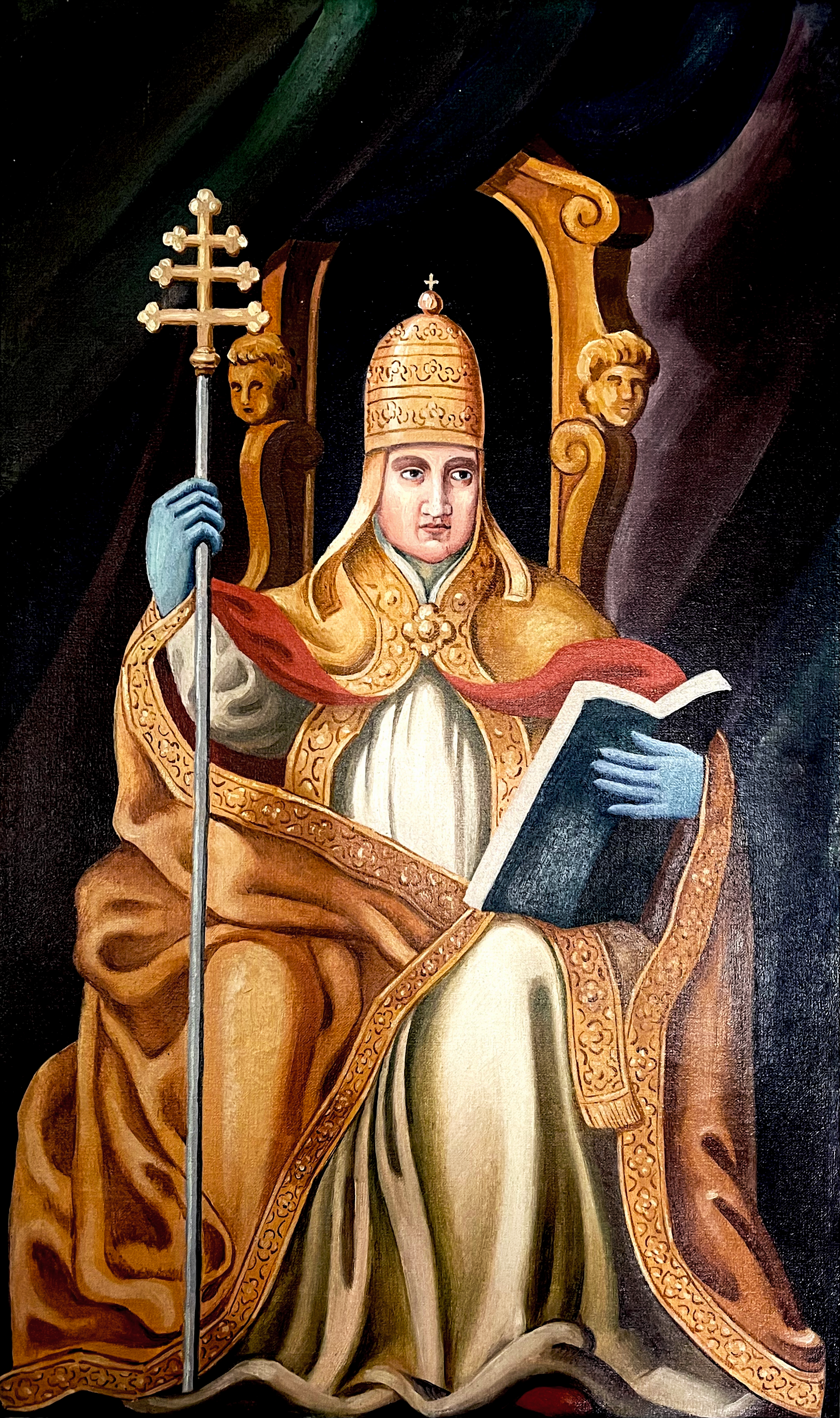
교황 우르바노 1세

우르바노 1세가 교황직을 어떻게 수행했는지에 대해서는 당시 기록이 전무하기 때문에 사실상 소설적 성격이 다분하거나 사실 여부를 판가름하는 것이 불가능한 수많은 전설과 민담 등이 전해져오고 있다. 비록 내용의 신빙성에 대해서는 논란의 여지가 있지만, 우르바노 1세에 대한 이야기를 담은 대표적인 문헌으로는 《성녀 체칠리아 행전》과 《교황 연대표》가 있다.
한때 가톨릭교회의 성무일도서에 수록되었던 영적 독서에 의하면, 성 우르바노 1세가 많은 사람을 기독교 신자로 개종시키는데 큰 공헌을 하였다고 한다. 개중에는 티부르티우스와 그의 형제이자 성녀 체칠리아의 남편인 발레리아누스도 포함되어 있었다고 한다. 또한, 성 우르바노 1세가 기도하자 이교의 우상이 무너져 내리는 기적적인 일이 일어났다는 전승도 전해져오고 있다.

## 같이 보기
- 교황 목록